# Glykolaldehyd
Glykolaldehyd, systematický název 2-hydroxyethanal, je nejjednodušší hydroxyaldehyd (aldehyd s hydroxylovou skupinou). Je to jediná možná dióza. Nejde však o monosacharid, jelikož obsahuje jen jeden hydroxyl, jde však o nejjednodušší sacharidům podobnou látku.

## Vznik
Glykolaldehyd je mino jiné meziproduktem reakce formaldehydu s aldózami. Vzniká z mnoha prekurzorů, mezi které patří glycin. Lze jej vytvořit glykolýzou fruktóza-1,6-difosfátu.
V metabolismu purinu se xantin mění na kyselinu močovou, která se mění na kyselinu 5-hydroxyisomočovou, jež se dekarboxyluje na allantoin a kyselinu allantovou. Následnou hydrolýzou vzniká glykolureát a z něj glykolaldehyd.

## Reakce
Oxidací vzniká z glykolaldehydu kyselina glykolová, nejjednodušší hydroxykyselina:
2 CH2(OH)CHO + O2 → 2 CH2(OH)COOH,
redukcí vzniká ethylenglykol.

## Výskyt ve vesmíru
Glykolaldehyd byl nalezen v plynu a prachu v blízkosti středu Mléčné dráhy v oblasti vzniku nových hvězd asi 26 tisíc světelných let od Země a kolem dvojité protohvězdy IRAS 16293-2422 přibližně 400 světelných let od Země.

## Podobné sloučeniny
- Laktaldehyd
- 2-hydroxybutanal
- 3-hydroxybutanal
- 4-hydroxybutanal